# دبلیو. آر. برکلی
دبلیو. آر. برکلی (انگلیسی: W. R. Berkley) شرکت بیمه آمریکایی است، که در سال ۱۹۶۷ تأسیس شد.